# Rambutan (Rambutan)
Rambutan is een bestuurslaag in het regentschap Banyuasin van de provincie Zuid-Sumatra, Indonesië. Rambutan telt 2319 inwoners (volkstelling 2010).